# Чубар-Айгыр
Чубар-Айгы́р — река в России на Южном Урале, протекает в Аргаяшском и Сосновском районах Челябинской области. Устье реки находится в 418 км по левому берегу реки Миасс возле села Большие Харлуши. Длина реки составляет 15 км.

## Данные водного реестра
По данным государственного водного реестра России относится к Иртышскому бассейновому округу, водохозяйственный участок реки — Миасс от Аргазинского гидроузла до города Челябинск, речной подбассейн реки — Тобол. Речной бассейн реки — Иртыш.
Код объекта в государственном водном реестре — 14010500912111200003649.